# 充分统计量
在統計學中，一個關於一個統計模型和相關的未知母數的充分統計量（Sufficient Statistic）是指“没有任何其他可以以同一樣本中計算得出的統計量可以提供任何有關未知參數的额外訊息”。

## 数学定义
对于统计量 {\displaystyle t=T(X)}，若数据{\displaystyle X}在已知{\displaystyle t=T(X)}时的条件分布不依赖于参数 {\displaystyle \theta }，则称其是关于参数 {\displaystyle \theta } 的充分统计量。即对任何博雷尔集 {\displaystyle A}，有{\displaystyle {\text{Pr}}(x\in A|t,\theta )={\text{Pr}}(x\in A|t)}。

### 例子
对于方差已知，均值为未知参数 {\displaystyle \mu } 的正态分布，样本均值是一个充分统计量。

## 費雪分解定理
若一个统计模型具有似然函数fθ(x)，则T是θ的充分统计量当且仅当存在非负函数g与h，使得
{\displaystyle f_{\theta }(x)=h(x)g_{\theta }(T(x)).}

## 最小充分统计量
若一个充分统计量是任何其他充分统计量的函数，则称其是一个最小充分统计量。即，统计量S(X)是最小充分统计量当且仅当
1. S(X)是充分统计量，
2. 如果T(X)是一个充分统计量，那么存在一个函数f 使得 S(X)= f(T(X))。

一个有用的结论指出，当概率密度fθ存在时，S(X)是最小充分统计量当且仅当
{\displaystyle {\frac {f_{\theta }(x)}{f_{\theta }(y)}}} 与θ无关{\displaystyle \Leftrightarrow } S(x)= S(y).
这一结论很容易由前述费希尔分解定理得出。
巴哈杜尔于1954年发现了一个最小充分统计量不存在的例子。 然而，在一般的条件下，最小充分统计量总是存在的。
如果至少存在一个最小充分统计量，则每个完備充分统计量都是最小充分统计量。